# جغل عليا
جغل عليا هي قرية في مقاطعة هشترود، إيران. عدد سكان هذه القرية هو 71 في سنة 2006.